# Orellana la Vieja
Orellana la Vieja es un municipio español, perteneciente a la provincia de Badajoz (comunidad autónoma de Extremadura).

## Situación
A caballo entre las comarcas pacenses de La Siberia y La Serena, pertenece a Vegas Altas y al partido judicial de Villanueva de la Serena.
Un detalle característico de esta población es su embalse, cuyo canal hace posible una amplia zona de regadíos (Plan Badajoz).
El día 2 de junio de 2010, le fue otorgada a la playa que posee en las inmediaciones del embalse, "Playa Costa Dulce de Orellana", la insignia de la Bandera Azul, por sus instalaciones, accesos y calidad del agua, siendo esta compromiso de mejora de las instalaciones y servicios de la misma. Se convierte en la primera playa de interior con esta bandera en España. A día 6 de julio de 2010, se izó la Bandera dentro de un acto oficial al cual asistieron altos cargos de la Diputación de Badajoz, de CEDER La Serena y del gobierno autonómico.

## Historia

### Antecedentes históricos
En las inmediaciones de la actual Orellana la Vieja se han producido asentamientos humanos desde la Prehistoria, debido a la importante presencia del río Guadiana y de las sierras próximas. 
Son numerosos los restos arqueológicos encontrados en el entorno de la actual Orellana la Vieja, que prueban los asentamientos humanos en diferentes épocas (Paleolítico Inferior, Medio, Calcolítico, Bronce y épocas prerromana y romana). En época romana en las márgenes del río se suceden las villas, que quedarían bajo la influencia de la ciudad antigua de Lacimurga, situada en el cerro de Cogolludo (términos de Navalvillar de Pela y Puebla de Alcocer).

### Formación y desarrollo del señorío de Orellana la Vieja
En la Edad Media, los restos encontrados parecen indicar que las tierras fértiles situadas en las proximidades del Guadiana y las sierras, fueron aprovechadas por los musulmanes, incluso es posible que existiera alguna alquería árabe que probablemente aportara la denominación a la futura villa de Orellana.
Sin embargo, no tenemos constancia documental de que la actual Orellana la Vieja existiera como núcleo organizado de población con anterioridad al periodo de repoblación cristiana que siguió a la conquista definitiva de Trujillo en 1232. Es cuando el rey Fernando III de Castilla, para premiar los servicios de Fernán Ruiz, del linaje Altamirano, en la conquista de Trujillo, le concede las rentas de pecheros de la villa de Trujillo y amplios territorios al sur de su alfoz, donde más tarde se fundaría, en las proximidades del Guadiana, la villa de Orellana la Vieja.
La concesión de tierras por el monarca a destacados miembros de la nobleza, constituyó un modo habitual de repoblación, casi siempre en recompensa por su apoyo a la Corona en la reconquista del territorio, situando al sur del alfoz de Trujillo a los Altamirano, Bejarano y Añasco. Fueron las órdenes militares quienes más se beneficiaron de estos repartos (Órdenes del Temple, de Santiago y de Alcántara). Según Emilio Cabrera, a finales de la Edad Media alrededor del 50 % de la superficie de Extremadura pertenecía a las órdenes militares de Santiago y Alcántara, con una mínima porción perteneciente a señoríos eclesiásticos, el 25 % estaría en manos de señoríos nobiliarios y las tierras de realengo apenas superaban el 25 %.
Ya en el siglo XIV, en 1335, el rey Alfonso XI, concede a su camarero Juan Alfonso Altamirano (servidor de la cámara del Rey), mediante el privilegio rodado, el señorío sobre la aldea de Orellana, aumentado su dominio sobre 50 vasallos más “sobre los 20 pobladores” ya existentes. No se produce, sin embargo, donación de nuevas tierras por parte del monarca. Este privilegio supone el primer reconocimiento formal del señorío de los Altamirano en el lugar de Orellana. La concesión del señorío a favor de Juan Alfonso de la Cámara tiene como objetivo principal consolidar el proceso de repoblación que ya habían iniciado sus abuelos, asentado sobre un dominio de tierras que recibió en herencia Juan Alfonso hacia 1321. Entre los bienes que recibió en herencia cabe destacar la existencia de una torre, con función defensiva y de vigilancia del lugar, y que constituiría la base de lo que luego sería la Casa Fuerte del señorío.
El primer titular del señorío deberá atraer colonos con los que explotar sus posesiones, pero sin que éstos pudieran proceder de tierras realengas tal y como establece el privilegio de fundación.
El día 3 de enero de 1341, mediante escritura fechada en Trujillo, fundó Juan Alfonso de la Cámara el mayorazgo de Orellana en la persona de su hijo primogénito, Pedro Alfonso. Este recibió todos los bienes que constituían el patrimonio del señorío, que en esos momentos estaba formado por la casa solariega de la Alberca en Trujillo, la Casa Fuerte de Orellana, dos casas más en Trujillo y otros bienes en el lugar de Orellana, como molinos y norias, situados a orillas del Guadiana, y las tierras de pastos y cultivos de su demarcación.
El señorío concedido por Alfonso XI a Juan Alfonso de la Cámara en 1335 no contempla la facultad jurisdiccional del señor sobre sus vasallos, solo el dominio territorial sobre la aldea de Orellana, con facultad para exigir de sus vasallos tributos de carácter territorial dentro de ese dominio, pudiendo nombrar también a los oficiales del concejo, alcalde y escribano. Las facultades jurisdiccionales y de gobierno sobre sus vasallos solo las conseguirá su hijo Pedro Alfonso, al otorgarle un nuevo privilegio el rey Enrique II de Trastámara en 1369. Según Antonio Adámez, no se trataría de la transformación de un señorío típicamente territorial con función repobladora en señorío jurisdiccional pleno, sino que se produciría una suspensión del primero y una instauración del segundo, a consecuencia de la opción política de su titular en la delicada situación que atravesaba la Corona de Castilla, que desembocará en una guerra civil y en un cambio de dinastía. Presume el autor citado, que el señorío de Orellana se había perdido en tiempos del rey Pedro I, por el posicionamiento favorable a Enrique de Trastámara de Pedro Alfonso, y que la villa de Orellana perteneció a partir de entonces a tierras de realengo.
Al convertirse en rey Enrique de Trastámara, iniciando una nueva dinastía, Pedro Alfonso recibirá poco después (mediante privilegio otorgado el 3 de junio de 1369), la jurisdicción civil y criminal sobre su anterior dominio, indicando expresamente que se concede en recompensa por el apoyo que prestó al Trastámara el segundo señor de Orellana la Vieja.
El señorío nobiliario experimentó un gran empuje con la llegada de los Trastámaras, generalizándose la fórmula de señorío pleno: “la jurisdicción civil y criminal alta y baja y mero y mixto imperio”, que dota al titular del señorío de facultades judiciales en el interior de su territorio. Implica la renuncia del monarca sobre competencias hasta entonces reservadas a su potestad, entre las que se encuentra la facultad de administrar y gobernar a los habitantes del señorío. La expresión “mero y mixto imperio” atribuía poder al señor para juzgar a sus vasallos, tanto en material civil como criminal.
Recuperado el señorío, Pedro Alfonso solicitó a Enrique II que le confirmara la escritura en la que su padre quedó facultado para fundar mayorazgo en su persona, lo que obtuvo el 16 de septiembre de 1371. Tras la muerte de Enrique II en 1379, solicitó a Juan I la confirmación del privilegio, a lo que accedió el nuevo monarca en las Cortes de Burgos el día 6 de agosto de 1379.
El dominio territorial del señor estaba constituido en un área delimitada en la que ejercía su autoridad sobre los vasallos que vivían en ella. Antonio Adámez enmarca los límites del señorío de Orellana por medio de los terrenos fronterizos al actual término municipal de la villa de Orellana, es decir el término municipal de Acedera, el condado de Medellín, el señorío de Orellana de la Sierra y las posesiones de la Orden de Alcántara, al otro lado del Guadiana.
El tercer señor de Orellana la Vieja, Hernando Alonso de Orellana, hijo de Pedro Alfonso, solicitó confirmación a Enrique III del privilegio que Enrique II había concedido a su padre en 1369, obteniéndolo el 20 de febrero de 1392, en las Cortes de Burgos. Confirmado también más tarde por su hijo Juan II en Valladolid el 15 de abril de 1409. Fue el tercer señor de Orellana la Vieja personaje destacado de la nobleza local de Trujillo, regidor de su concejo y comendador de la Orden de Santiago en Mérida.
Del cuarto señor de Orellana, García de Orellana, se tienen pocas noticias, no así de su hijo y quinto señor de Orellana, Juan “el Viejo”, quien obtuvo de los Reyes Católicos, el 15 de octubre de 1487, en Córdoba, nueva facultad para incluir en el mayorazgo de Orellana la Dehesa de Cogolludo, la cual había intentado incorporar Hernando Alonso sin conseguirlo. La extensión de esta dehesa era mayor que la del propio término municipal de Orellana la Vieja, proporcionando a los diferentes titulares del señorío a finales del siglo XVII una renta que superaba las tres cuartas partes de los ingresos obtenidos por todas las explotaciones agrícolas, extendiéndose hasta el Guadiana.
Juan el Viejo contribuyó, como señor de vasallos, con dos lanzas a la petición que hicieron en mayo de 1485 los Reyes Católicos a la ciudad de Trujillo para que participara en la guerra de Andalucía contra los musulmanes.
El quinto señor de Orellana, fue probablemente el primero que fijó su residencia permanente en Orellana la Vieja, donde murió y otorgó testamento, encomendando que lo enterraran en la iglesia de Santo Domingo, junto a su padre.
La iglesia de Santo Domingo, construida seguramente por Hernando Alonso de Orellana, estaba situada en las cercanías de los muros de la casa fuerte que miraban hacia el sureste.
Juan el Viejo destina, además, en su testamento 3000 maravedíes anuales para el sostenimiento del Hospital que él había fundado en Orellana para los pobres y enfermos, nombrando patrón del mismo a su hijo Rodrigo para que él y sus sucesores en el mayorazgo lo sostuvieran. Años más tarde, se hará cargo de su administración el obispado de Plasencia.
Rodrigo de Orellana, sexto señor de Orellana la Vieja, sucedió a su padre Juan de Orellana el Viejo, hacia 1491. Caballero principal de Trujillo, de cuyo concejo formó parte como regidor en 1498, había contraído matrimonio con Teresa de Meneses, descendiente del segundo señor de Orellana de la Sierra, la cual, una vez viuda, fundó el Convento de San Benito.
A Rodrigo de Orellana le sucedió a su muerte en 1509 su hijo Juan de Orellana. A este le sucedió su hijo primogénito Rodrigo. El noveno señor de Orellana la Vieja sería Juan de Orellana el Bueno, que se convirtió en sucesor del señorío sin haber alcanzado la mayoría de edad. Este murió sin sucesión, en enero de 1549, en su casa de la Alberca, en Trujillo, pero dispuso en su testamento que llevaran su cuerpo a enterrar a la villa de Orellana la Vieja, para que depositaran sus restos en la nueva iglesia de Nuestra Señora, donde estaban enterrados su padre Rodrigo y sus abuelos Juan de Orellana y María de Mendoza. Juan el Bueno, fomentó la conservación de las construcciones religiosas (iglesia de Santo Domingo, Convento de San Benito y financiación de una nueva iglesia) y el hospital de Orellana la Vieja, de San Juan Evangelista.

### El debate sucesorio (1549-1614)
En 1594 formaba parte de la Tierra de Trujillo en la Provincia de Trujillo.
La prematura muerte de Juan de Orellana el Bueno, a principios de 1549, sin descendientes, hizo que estallara el conflicto entre las diferentes ramas de los Orellana. El debate surgió entre su hermana María de Orellana y su tío Gabriel de Mendoza. Tras más de 50 años de litigios, durante los cuales fueron señores de Orellana la Vieja sucesivamente el mencionado Gabriel de Mendoza, que a partir de entonces adoptó el apellido Orellana, su hijo Juan Alfonso de Orellana y su nieto Gabriel de Orellana el Mozo, una sentencia de la Sala de Mil y Quinientas en 1599 parecía poner fin al conflicto, ratificando las sentencias anteriores y confirmando en sus derechos a la rama constituida por Gabriel de Orellana el Viejo, contra las numerosas alegaciones interpuestas por María de Orellana. Pero al morir Gabriel el Mozo sin descendencia, se complica de nuevo la sucesión al mayorazgo, iniciándose nuevos litigios.

### El Marquesado de Orellana la Vieja (1614-1759)
El primer título de marqués de Orellana fue concedido a finales de 1614 por Felipe III a Pedro de Fonseca Orellana y Figueroa. No sabemos si fue por la prestación de algún servicio a la corona o si fue adquirido por dinero, ya que durante los reinados de Felipe III, Felipe IV y especialmente Carlos II, proliferaron las concesiones de títulos nobiliarios para aumentar los ingresos de la Corona.
Sucedió a Pedro Alfonso de Orellana y Toledo, 2.º marqués de Orellana, su hijo Pedro Rodríguez de Fonseca, en 1639. El título pasó algunos años más tarde a su hijo Rodrigo de Orellana y Toledo.
Constituye este periodo una fase primordial en la evolución del estado de Orellana, porque durante el mismo se produce el definitivo alejamiento de sus titulares del territorio jurisdiccional para establecerse en la Corte, produciéndose el abandono de la explotación económica del mayorazgo, reduciéndose casi exclusivamente al arrendamiento de los pastos de sus dehesas (Cogolludo, Encina Hermosa y las Dehesillas), además de la explotación del molino viejo.
Durante el siglo XVII los señores se marchan a la ciudad en busca de cargos lucrativos y privilegios sociales, provocando serios perjuicios en el gobierno y administración de los señoríos. El primer marqués que fijaría su residencia familiar en Madrid fue Pedro Rodríguez de Fonseca, al que siguió su hijo Rodrigo de Orellana y Toledo. Este paso supuso para el 4.º marqués la pérdida de su fortuna personal y la de los hijos que le sucedieron, que al separar la fortuna solo uno de sus hijos el marqués de Orellana José García de Orellana supo conservar. Este como descendencia viajó al nuevo continente y se radicó en lo que hoy es Argentina, donde se afincó hasta su muerte. Los tres que le sucedieron soportaron la ruina económica, llegó un momento en que se vieron en la indigencia. Finalmente, las rentas del mayorazgo que debía percibir Juan Geroteo, 7.º marqués de Orellana la Vieja, fueron hipotecadas para pagar a sus acreedores, proceso que terminó en su confiscación.
Francisco Silvestre Pizarro de Aragón y Orellana, marqués de San Juan, sucedió a su tío Juan Geroteo en el mayorazgo. A su muerte, en 1736, le sucedió su hijo Juan Pizarro Picolomini de Aragón, marqués de San Juan de Piedras Albas, 9.º marqués de Orellana la Vieja.
El nuevo marqués, propietario probablemente de riquezas más saneadas que las obtenidas de su nueva condición de titular del mayorazgo de Orellana la Vieja, asumió el patronazgo del Convento de San Benito, a petición de las monjas dominicas.
Parece ser que, a mediados del siglo XVIII, se extinguió el título de marqués de Orellana, aunque luego parece que se rehabilitó, ya que hoy existe. Nos encontramos entonces con el título de marqués de San Juan de Piedras Albas.

### Patrimonio del estado de Orellana la Vieja (1728)
Juan Geroteo de Orellana y Chacón, 7.º marqués de Orellana, se vio obligado, acosado por sus acreedores, a solicitar del rey un censo de 20 000 ducados. La situación era crítica en todo el dominio, con el hundimiento económico reflejado en las instalaciones y edificios o en las labores del campo.
Para constituir el censo, fue necesario investigar sobre la situación económica del marquesado. El patrimonio del mismo, integrado ahora por dos mayorazgos, el de Orellana la Vieja, fundado por Juan Alfonso de la Cámara, con las incorporaciones de Cogolludo y Encina Hermosa llevadas a cabo por Juan de Orellana el Viejo y Fabián de Orellana, y el fundado en 1552 por Pedro Suárez de Toledo y su mujer Juana de Aragón, estaba integrado en 1728 por las siguientes posesiones:
- Casa Fuerte de Orellana (Ver apartado Patrimonio Histórico-Artístico).
- Molinos harineros: Cuando llegó Juan Alfonso de la Cámara a Orellana, ya existía algún molino en el Guadiana. Hubo en el río al menos cuatro molinos harineros y otro más en el Arroyo de Tamujoso. Fueron el molino viejo, el molino nuevo, molino de Tamujoso, molino de la Gangarrilla y molino del Cañal.
- Molino de aceite.
- Lavadero de lanas: Debió estar situado junto a la casa del barquero.
- Barca sobre el Guadiana: Se situaba a poca distancia del lavadero y del molino de la Gangarrilla, en el lugar que llamaban "de la Barca".
- Dehesilla: Estaba limitada por el Guadiana al Sur y el ejido de la villa al Norte y la Dehesa Boyal.
- El Coto: Se hallaba más abajo del molino viejo y de la Barca, en la zona más elevada del terreno que da a la margen derecha del río.
- Dehesa de Cogolludo: Era la dehesa principal del mayorazgo.
- Dehesa de Encina Hermosa: Incluida en el mayorazgo por Rodrigo de Orellana. Estaba situada en tierras de Trujillo, junto a la dehesa Valhondo, en el término de la villa de El Puerto.
- Huerta del Rey: Situada en el término de Navalvillar de Pela.
- Huerta de Valdelapeña: Se encontraba en el ejido de Navalvillar de Pela, junto al manantial del Chorrero y el arroyo de Valdelapeña. Era utilizada por los señores de Orellana la Vieja como lugar de recreo familiar.
- Viña del Río: Situada a orillas del Guadiana.
- Mesón de Acedera.
- Cercas: Tres cercas en el interior del pueblo, una junto a la fuente, conocida como Huerta de las Fuentes, la cerca de Santo Domingo el Viejo, y la cerca de Barbacana, junto a la Casa Fuerte. Otra viña cercada en La Herguijuela, término de Trujillo.
- Varias capellanías y el Patronato del Hospital.
- Propiedades pertenecientes al mayorazgo fundado por Pedro Suárez de Toledo y Juana de Aragón: Casas de Trujillo (el Palacio del marqués de Piedras Albas, casa principal del mayorazgo, situada en la plaza mayor y otras cinco más), dehesas del mayorazgo, Casillas, Cuadrados y Los Guadalperales, y otras cercas, huertas y dehesas.

### Censo enfitéutico (sigloXIX)
A la caída del Antiguo Régimen la localidad se constituye en municipio constitucional en la región de Extremadura. Desde 1834 quedó integrado en el partido judicial de Puebla de Alcocer. En el censo de 1842 contaba con 459 hogares y 1766 vecinos.
Mediante escritura pública de transacción otorgada en Trujillo el 24 de marzo de 1840, entre los representantes de la villa de Orellana y del marqués de Bélgida, Mondéjar y San Juan, se llega a la solución de pleitos pendientes entre el marqués y los vecinos del pueblo de Orellana. Entre estos pleitos están los derechos de pago por disfrute de Las Dehesillas, derechos de “barcaje”, pago del canon por terrenos en Sevellares y Viñas, etc.
Se constituye en esta escritura un Censo Enfitéutico sobre los Sevellares y Dehesillas (o Ejidos), por la que el marqués tendría el dominio directo y los vecinos tendrían perpetuamente el dominio útil, a cambio del pago de un canon o renta anual: 270 fanegas de trigo y 180 de cebada por Los Sevellares, y 40 fanegas de trigo por Las Dehesillas.
El dominio útil de los vecinos se inició, según se hace constar en la escritura, en el siglo XVI, en 1547, cuando el señor de Orellana concede la gracia “por solo el tiempo de su voluntad y nada más a los vecinos de su villa de Orellana para que pudieran labrar y sembrar cierta porción de terreno en el egido de ella”, y todo ello a requerimiento del Concejo, Justicia y Regimiento de la villa. Esto daría lugar a varios pleitos que se resuelven en la escritura de 1840.
Esta fórmula de Censo Enfitéutico ha pervivido hasta nuestros días. El Ayuntamiento de Orellana la Vieja, tras arduas negociaciones con los titulares del censo, llegó en 1994 a un acuerdo con los mismos, terminando así con un arcaico sistema de propiedad. En sesión del Pleno de 13 de octubre de 1994, se acordó la redención del total de los censos enfitéuticos constituidos sobre las fincas Sevellares y egidos del término de Orellana la Vieja, mediante adquisición del dominio directo a sus titulares acreditados, en el precio resultante de aplicar las normas contenidas en el artículo 1611 del Código Civil.
El total de las hectáreas gravadas por el censo y que quedaron libres del mismo, pasando el dominio útil al Ayuntamiento, como bienes comunales, fueron 1522-54-70. 
Finalmente, el 24 de octubre de 1997, se firma en el Ayuntamiento de Orellana la Vieja el Protocolo de la redención del Censo Enfitéutico, entre el Consejero de Agricultura y Comercio, el alcalde de Orellana la Vieja y el representante de los titulares del mismo, los cuales recibieron 17 millones de pesetas, aportados por la Consejería.

### SigloXX
Del siglo XX habría que destacar el enorme impacto que supone para la población de Orellana (al igual que para otras muchas) la Guerra Civil de 1936-1939, acontecimiento histórico que puede ser considerado como uno de los más importantes del siglo XX, y que en Orellana va a dejar un duro recuerdo.

## Demografía
Orellana la Vieja cuenta con una población de 2573 habitantes (INE 2024).
| Gráfica de evolución demográfica de Orellana la Vieja entre 1842 y 2021                                               |
| |
| Población de derecho según los censos de población del INE. Población de hecho según los censos de población del INE. |

## Patrimonio Histórico-Artístico
Los monumentos del Patrimonio histórico-artístico de Orellana la Vieja que se conservan en la actualidad son: el castillo-palacio de los Altamirano, el convento de San Benito y la iglesia parroquial de la Inmaculada Concepción. Otros monumentos han desaparecido, tales como la ermita de Santo Domingo o la ermita de San Sebastián.

### Monumentos
- Palacio de los Orellana (o de Los Altamirano)
- Convento de las dominicas.
- Iglesia parroquial de la Inmaculada Concepción, del siglo XVI
- Restos Convento del Paular (ventanal).
- Casas Arquitectura Popular en c/real, c/palacio y c/orellanita (sin catalogar)

#### Castillo-Palacio de los Altamirano
Es la más emblemática construcción de Orellana la Vieja y símbolo de su señorío. Los primeros elementos de la primitiva Casa Fuerte datan de finales del siglo XIII. Juan Alfonso de la Cámara recibió en herencia una torre que probablemente construyó su abuelo hacia 1280. El primer documento que se refiere a ella data de 1340, en el testamento del primer señor de Orellana se hace referencia a ella como “la mi cassa fuerte de Orellana”. Igual expresión utiliza su hijo, Pedro Alfonso de Orellana, en 1341, en el documento de fundación del mayorazgo. Se supone que por esa época ya sufrió la primitiva fortificación sus primeras remodelaciones para convertirla en residencia de los señores de Orellana, aún conservando su naturaleza defensiva.
La construcción que hoy conocemos estaba formada por cuatro torres, dos redondas y otra dos cuadradas, unidas por una muralla que delimitaba un recinto cerrado de planta aproximadamente cuadrada, abierto a poniente por su puerta principal, situada junto a la torre albarrana.
No se conocen las sucesivas transformaciones sobre su estructura original, sí se sabe que perdería su carácter defensivo hacia mediados del siglo XVI, convirtiéndose en un hermoso Palacio. En esta época se construye en su interior un magnífico patio porticado, hoy desaparecido, de estilo plateresco, con arcos de medio punto en el piso inferior y arquitrabado en el superior, apoyado por columnas de capiteles jónicos, introduciéndose también los primeros elementos ornamentales y artísticos en el exterior de la construcción, según el gusto renacentista. Probablemente fue el padre de Francisco Becerra, Alonso Becerra, el autor de la remodelación de la fortaleza, por encargo de Gabriel de Mendoza el Viejo.
El documento más antiguo que se conoce del edificio es de 1728, cuando realiza visita de inspección a Orellana el juez trujillano Don Joaquín Antonio de Tapia, con motivo de la petición que hizo el marqués Don Juan Geroteo al rey para que le autorizara a solicitar un censo. Se describen en él determinadas estancias del Palacio: el Archivo, el Cuarto de los Azulejos, bodegas, caballerizas en el patio central, adosadas a la muralla, cocinas, dormitorios... Del informe del juez destaca el deterioro de la edificación. Las obras necesarias se tasan en 21.460 reales, pero no sabemos si llegarían a realizarse, probablemente por el estado de ruina económica del marquesado.
Según cuenta Antonio Adámez, hacia 1898 parece que se empleó a un matrimonio para cuidar la fortaleza, que viviría en el Palacio hasta 1936, fecha en la que serían desalojados para ser utilizadas algunas de sus dependencias como cárcel durante la Guerra Civil. Durante la contienda sufrió el impacto de un proyectil, pero los daños irreparables ya se habían producido. Desaparecieron la fachada donde se abría a poniente una magnífica balconada enrejada al estilo de los balcones trujillanos, los restos de un patio plateresco, el torreón circular situado a la derecha de la puerta principal y de la torre cuadrada. El solar y la piedra serían vendidos más tarde para construir una vivienda particular donde se situaba el patio, hechos que reflejaría después Adelardo Covarsí. Este hizo, junto al fotógrafo Fernando Garrorena, un viaje hacia 1927 a Orellana la Vieja , en el que pudo comprobar el estado de ruina del edificio, pero también su nobleza, quedando constancia gráfica del mismo. Muñoz de San Pedro, por su parte, citaba el patio como la más artística construcción de la Siberia , y lamentaba la actitud de su propietario que ha destruido gran parte del edificio.
Hoy día se conserva la torre del Homenaje, un torreón circular y otras estancias y restos, entre ellos el escudo de los Orellana con diez roeles, y una inscripción. Los restos que se conservan, una vez donados por su propietario Don Pedro Bañuelos al Ayuntamiento, están siendo rehabilitados por la Consejería de Cultura de la Junta de Extremadura, poniéndolos en valor para disfrute de los orellanenses.

#### Convento de San Benito o de las Dominicas.
Es una construcción del siglo XVI muy interesante, de estilo renacentista. Fue edificado a iniciativa de la propia casa de los Orellana, siendo su fundadora Dª Teresa de Meneses, viuda del sexto señor Don Rodrigo de Orellana. En 1528 Dª Teresa de Meneses obtiene licencia del Obispo de Plasencia para edificar el Convento, aunque tardará unos años en comenzar las obras del edificio en el que vivirán ella y sus hijas, Marina de Meneses y Ana de Sotomayor, que sería priora del Convento. Hacia 1540 la construcción ya se había iniciado, pero tendrán bastantes problemas para su financiación. Por ello, durante unos años viven en condiciones muy precarias ocupando algunas casas del pueblo. A partir de entonces entablan varios pleitos con los Monasterios de San Pablo y Santo Domingo el Real, en Toledo, en los cuales habían profesado como monjas, para la devolución de las cuantiosas dotes que habían aportado al ingresar en ellos, con este dinero se levantó finalmente el edificio.
El convento fue habitado por las monjas de clausura de la Orden de Santo Domingo, que abandonaron el inmueble en 1836, a raíz de la desamortización de Mendizábal.
El conjunto que se encontraba muy deteriorado ha sido rehabilitado y recuperado, una vez adquirida su propiedad por el Ayuntamiento de Orellana la Vieja , ubicándose en la actualidad en el mismo un centro cultural, que alberga la biblioteca municipal, un auditorio y una sala de exposiciones y de usos múltiples. Una parte importante de la restauración se llevó a cabo en 1997-1998 con la escuela taller Lacimurga, terminándose las obras por el Ayuntamiento. La restauración de la decoración del trascoro se llevó a cabo con fondos de la Consejería de Cultura de la Junta de Extremadura.

##### Elementos
En el edificio destacan los siguientes elementos y espacios:
- Fachada: Es prácticamente la original. Destaca la puerta, construida en arco de medio punto con sillares regulares, por encima de la portada se encuentra una hornacina, probablemente destinada a alguna imagen religiosa. A ambos lados de la hornacina, figuran dos escudos, uno de los Orellana, con diez roeles, y otro de la Orden de Alcántara.
- Iglesia: Es la pieza más importante del Monasterio, la única que estaba al servicio del pueblo y de la comunidad religiosa. Presenta dos entradas laterales, una que comunica con la calle Convento y otra que comunica con el claustro del edificio. Tiene una sola nave con cabecera pentagonal, originalmente estuvo encalada en su interior con un esgrafiado de sillería. En cada una de las paredes laterales se sitúan dos óculos de iluminación redondos y otro a los pies de la nave, claramente renacentistas. Su primitiva cubierta a dos aguas, desaparecida, ha sido sustituida por una estructura de madera laminada que repite con tecnología actual las características portantes antiguas.
- Aljibe: Es un depósito de agua subterránea situado bajo el trascoro. Formaba parte de una compleja red hidráulica que comunicaba dos pozos y dos aljibes con los huertos del convento. Tiene una magnífica bóveda de ladrillo y suelo de barro cocido y pizarra.
- Trascoro: Era el lugar desde el que las monjas asistían a los oficios religiosos, ocultas de las miradas de los fieles por unas rejas y la oscuridad de la estancia. En realidad era una prolongación de la nave de la iglesia, con las separaciones oportunas entre el pueblo y la comunidad religiosa. Tiene una curiosa decoración a modo de cenefa perimetral hecha a base de esgrafiados, que han sido restaurados, y que representan zoomorfismos y animales mitológicos. También se conserva el suelo central original.
- Pórtico: Seguramente su desarrollo estuvo pensado al menos para uno de los lados del patio, pero probablemente por razones económicas, solo se construyeron las tres bóvedas de ladrillos que existen actualmente. Destacan los dos arcos de medio punto construidos con sillares regulares, y terminados en volutas propias del estilo jónico.
- Patio: Es el elemento generador del conjunto, a su alrededor se distribuyen el resto de las dependencias, .
- Sala Capitular: Se encuentra al otro lado de la iglesia. Se encontraba totalmente destruida, pero se supone que esta sería la función de esta estancia.
- Huertos y otras dependencias: Los huertos del Monasterio de San Benito, colindantes con el edificio, son hoy día de propiedad particular. Fueron en su día fuente de subsistencia para la comunidad religiosa. Del resto de dependencias del Convento no se conserva nada. Las de la entrada del mismo, incluyendo torno, locutorios, cocinas, etc., se localizaban en la actual propiedad colindante.

#### Iglesia parroquial
Iglesia parroquial católica bajo la advocación de la Inmaculada Concepción , en la archidiócesis de Mérida-Badajoz, diócesis de Plasencia, arciprestazgo de Navalvillar de Pela.
El proyecto de la nueva iglesia sería concebido por Rodrigo de Orellana hacia 1520, al principio de su mandato como 8.º señor de Orellana. Juan el Bueno en 1549 encomendó en su testamento que terminaran la construcción de su capilla mayor y el retablo, para lo que asignó una cantidad de 20.000 maravedíes, si bien no sabemos qué hicieron con este mandato.
Sí sabemos que el obispo de Plasencia, don Pedro Ponce de León encargó en 1570, siendo señor de Orellana la Vieja Juan Alfonso de Orellana, el proyecto de una nueva iglesia al maestro (arquitecto) trujillano Francisco Becerra. En la escritura de contrato se detallan las condiciones particulares de la obra, construida en una sola nave sin capillas laterales, con bóveda de ladrillo sobre su capilla mayor, representación típica de la iglesia de salón del siglo XVI. La obra comprendía la construcción de la nave central con su venera de cantería formando bóveda por encima del altar mayor, en la que debía figurar el escudo de armas del obispo y la sacristía. Se deja para más adelante la construcción de la torre que debía alojar las campanas, cuyas escaleras arrancarían desde el exterior de la puerta de la sacristía, sobre cuyo arco habría de colocarse otro escudo de armas del obispo.
La iglesia parroquial, con la advocación de la Inmaculada Concepción, es el monumento de Orellana la Vieja que mejor conservado ha llegado a nuestros días. Su fábrica de mampostería se alza exenta, presentando sucesivas transformaciones de diferentes épocas. Es de notables dimensiones, con cabecera semicircular y elevada torre unida a ella en su lienzo septentrional.
Tres accesos comunican con el interior, los de los costados de traza muy elemental, de medio punto, sin decoración. La de los pies es también de medio punto, con arco, jambas y pilastras, rematada con un frontón curvo partido, sobre un friso en el que hay restos de una inscripción en la que puede leerse “año 1659” . Encima de esta portada destaca una llamativa ventana, de estilo plateresco, con columnas abalaustradas sobre plintos.
El interior es de nave única, distribuida en tres tramos mediante sólidos fajones de medio punto apoyados en ménsulas. Se cubren con una rica armadura de madera de siete paños, que Salvador Ordax data de finales del siglo XVI.
La capilla mayor, de perfil semicircular, ofrece la peculiaridad de su cerramiento superior, una bóveda de cuarto de esfera avenerada, en ladrillo, con la charnela de granito apoyada en la imposta.
Unida a la capilla mayor, se sitúa la sacristía, cuadrada y con bóveda de aristas, a la que se accede a través de puerta adintelada. Sobre la puerta figura un rico y apergaminado blasón episcopal del obispo placentino don Pedro Ponce de León. Junto a la sacristía se dispone la subida a la torre.
A mediados del siglo XVII se debieron efectuar varias reformas que afectarían a las portadas, como la puerta de los pies con la inscripción de 1659. En el presbiterio figura una inscripción relativa al altar: “ESTE ALTAR MAND ACER FERNANDO RVY Y CATALINA SANCHEZ SU MV AÑO 1656” . Del mismo promotor se conserva una lápida en el suelo de la capilla mayor con idéntica datación.
En la década de los 90 del siglo XX, se ha construido junto a la sacristía la capilla dedicada al Santísimo Cristo de la Capilla, en la que destaca una hermosa cubierta de madera.
Durante la Guerra Civil, la iglesia parroquial sufrió deterioros en su contenido mueble. Así, se perdió el retablo mayor de tipología rococó, probablemente del siglo XVIII, del que se ha realizado una copia a partir de fotografías; y la imagen original del Cristo de la Capilla, de estilo gótico . No obstante, se conservan algunos objetos artísticos de gran valor, destacando un magnífico Cristo de Marfil, de características similares al que se conserva en Yuste, de finales del siglo XVI, atribuido a Gaspar Núñez Delgado. Según la tradición popular, el Cristo procedía del Convento de las Dominicas. Igual procedencia puede tener un cáliz de plata, del siglo XVII, con escudos de la Orden de Alcántara, de los Orellana y un tercero con la inscripción Ave María. Se conservan también otras piezas de orfebrería, pero entre todas destaca la Cruz Procesional de plata, de la segunda mitad del siglo XVI.

## Fiestas populares
- Fiesta de San Sebastián (20 de enero).
- Carnaval. "Jota del Carnaval" murgas y comparsas.
- Semana Santa: “ La Enramá ” y “El Encuentro”. Durante la madrugada del Domingo de Resurrección se celebra una de las fiestas más típicas de la localidad, “ La Enramá ”. Los mozos del pueblo se encargan de adornar la calle Real, donde se celebra a las 8 de la mañana “El Encuentro”. Se adorna la calle con palmeras, tomillos, romero, ramas de álamo y hierbas del campo. Se adornan las ventanas y balcones de la calle, se hacen guirnaldas tejidas que van de balcón a balcón haciendo arcos y queda cubierto totalmente el suelo de la calle. Además, durante la madrugada del Domingo de Resurrección los muchachos enamorados preparan cada uno a su enamorada la “Enramá de Gala”, adornando la ventana o la puerta de su casa. Durante unos años esta costumbre se perdió, pero actualmente ha vuelto a recuperarse. Al amanecer, sobre las 8 de la mañana del Domingo de Resurrección, sale la procesión del Encuentro. La Virgen sale vestida de luto y con la cara cubierta por un velo del mismo color. Por separado sale la imagen del Cristo Resucitado. Cuando aparece la imagen de su hijo por el otro extremo de la calle Real, le quitan a la Virgen el ropaje negro y comienza un acercamiento paulatino y reverencial, las imágenes se arrodillan tres veces para terminar en una singular carrera. Cuando las imágenes se encuentran, los portadores las levantan todo lo que les permiten sus brazos, mientras arrecian las palmas y los vítores de todos los presentes, tirándose cohetes en honor al Cristo resucitado, viviéndose estos momentos con gran emoción. A continuación la procesión sigue su curso, hasta llegar a la iglesia, donde se celebra la Santa Misa.
- Romería de San Isidro (15 de mayo).
- Procesión Náutica de la Virgen del Carmen (16 de julio): La procesión se desarrolla en el embalse de Orellana. La Virgen del Carmen, en una barca bellamente adornada, es acompañada por numerosas embarcaciones en su paseo por las aguas del pantano.
- Feria de Agosto (del 14 al 18 de agosto): Durante la Feria , se desarrolla el espectáculo multimedia y cultural, de pirotecnia, luz y sonido, único en Extremadura, FUTURVISIÓN, que supone un complemento de la oferta turística del embalse.
- Fiestas del Santísimo Cristo de la Capilla, del 13 al 17 de septiembre.

## Gastronomía
- Bollos dormíos.
- Carpas en adobo.
- Huevos embizcochados.
- Perdices al gitanillo.
- Sopas de pimiento y tomate.